# Odd-Bjørn Hjelmeset
Odd-Bjørn Hjelmeset, född 6 december 1971 i Nordfjordeid, är en norsk längdskidåkare. 

## Karriär
Hjelmeset är en utpräglad klassisk specialist och vann brons i 50 km klassiskt vid OS 2002 i Salt Lake City. Han har även fem mästerskapsmedaljer från VM varav två guld i stafett. 
Vid VM 2007 i Sapporo tog Hjelmeset sin första individuella guldmedalj på ett världs- eller olympiskt mästerskap på den klassiska distansen 50 km klassiskt. Detta trots att han under loppet blivit tvungen att byta ena skidan. Han lyckades på upploppet spurta ner sin landsman Frode Estil.
Hjelmeset har förutom sin karriär som skidåkare tävlat på nationell nivå i friidrott i grenen 3000 meter hinder. 